# Fozières
Fozières là một xã thuộc tỉnh Hérault trong vùng Occitanie ở phía nam nước Pháp. Xã này nằm ở khu vực có độ cao trung bình 420 mét trên mực nước biển. Dân số thời điểm năm 1999 là 166 người.